# 冠軍使
冠軍使，清代時，掌皇室車駕儀仗等禮儀的鑾儀衛所屬高級武官，為清朝的正三品武官。定員為十人，根據清代《大清會典》所載，為滿洲八旗七人、漢軍八旗三人。

## 簡介
清代最初承襲了明代的錦衣衛制度，在清朝順治元年（1644年）時設置了「錦衣衛」，隔年順治二年（1645年），改稱為「鑾儀衛」。而就在順治四年（1647年），冠軍使這個職位開始被設置。而到了順治十一年，正式定員為十名。
- 《世祖章皇帝實錄·卷之三十四》：「順治四年十月七日（1647年11月3日），更定鑾儀衛官員品級，鑾儀使、正二品。鑾儀副使、從二品。冠軍使、正三品。冠軍副使、從三品。雲麾使、正四品。雲麾副使、從四品。治儀正、正五品。治儀副正、從五品。整儀尉、正六品。整儀副尉、從六品。」[2]

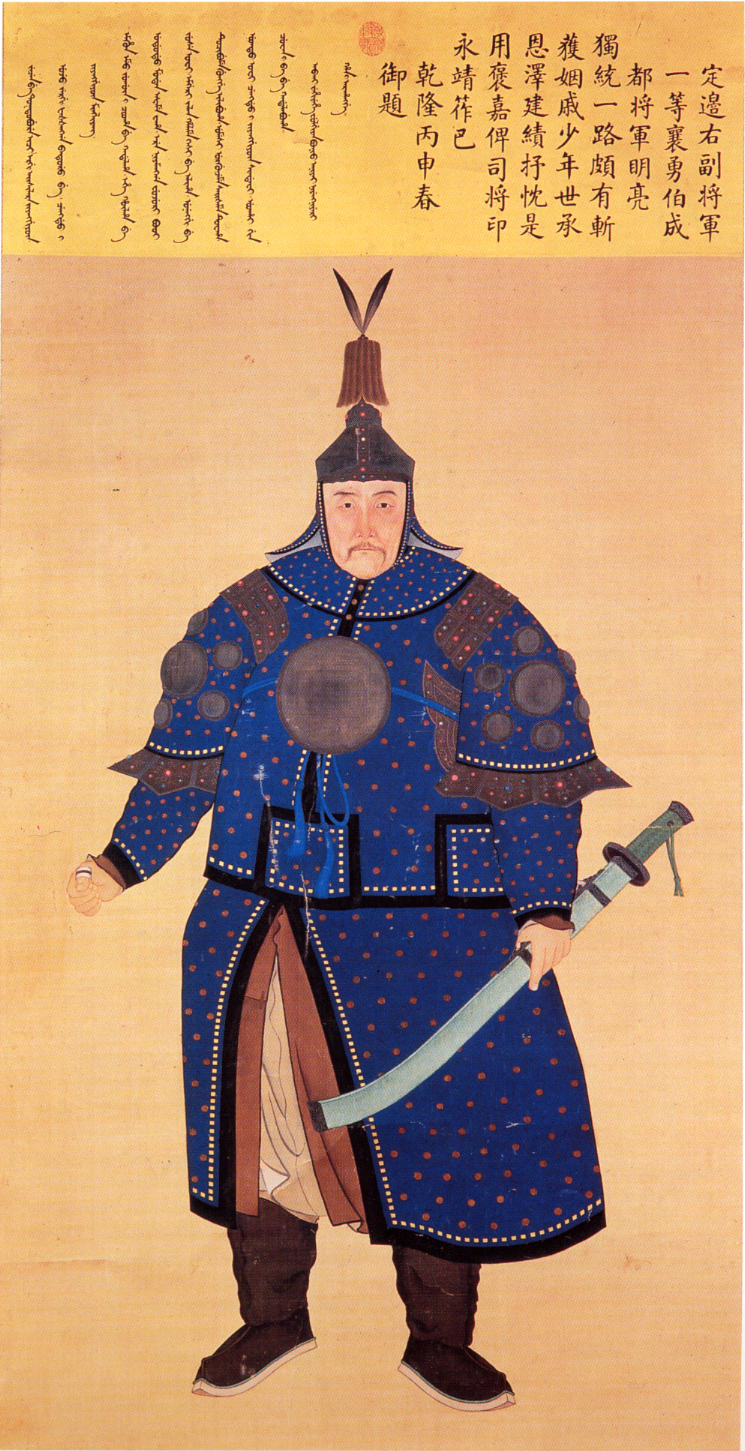
襄勇文襄侯爵 明亮

## 著名人物
- 明亮（1736年－1822年）：清代中期名將，戰功卓著。沙濟富察氏，滿洲鑲黃旗人。官至太子太保、武英殿大學士、兵部尚書，爵封三等襄勇侯爵，為履親王允祹的女婿（多羅額駙）及乾隆帝孝賢純皇后的姪子。過世後被道光帝親自臨奠，賜陀羅經被。諡文襄，入祀賢良祠。
- 書麟（1730年－1801年）：清朝官員，高佳氏，滿洲鑲黃旗人。官至太子太保、協辦大學士、湖廣總督，爵封一等男爵，其父為清初名臣，兩江總督、文華殿大學士兼禮部尚書高晉及慧賢皇貴妃的堂姪子。過世後被追諡文勤。
- 祥厚（1801年－1853年）：清代中晚期將領，與太平軍戰爭中戰死。愛新覺羅氏，滿洲鑲紅旗人。官至江寧將軍、署理兩江總督，爵封二等輕車都尉，戰死後追諡忠勇。入祀京師昭忠祠，並於江寧建立專祠。